# Уче Нвофор
Уче Нвофор (англ. Uche Nwofor, нар. 17 вересня 1991, Лагос) — нігерійський футболіст, нападник нідерландського «Геренвена» та національної збірної Нігерії.

## Клубна кар'єра
У дорослому футболі дебютував 2008 року виступами за команду клубу «Анамбра Пілларс», в якій провів два сезони, взявши участь у 19 матчах чемпіонату. Протягом 2009-2010 років також грав на умовах оренди за  «Шутінг Старз». 2010 року уклав контракт з клубом «Енугу Рейнджерс», у складі якого провів наступний рік своєї кар'єри гравця.
2011 року перебрався до Нідерландів, де спочатку два сезони захищав кольори команди клубу «ВВВ-Венло». Більшість часу, проведеного у складі «ВВВ-Венло», був основним гравцем атакувальної ланки команди.
До складу клубу «Геренвен» перейшов на умовах оренди 2013 року.

## Виступи за збірні
2011 року  залучався до складу молодіжної збірної Нігерії. На молодіжному рівні зіграв у 9 офіційних матчах, забив 6 голів.
3 березня 2010 року дебютував в офіційних матчах у складі національної збірної Нігерії товариською грою проти збірної Демократичної Республіки Конго. Наступного разу вийшов на поле у складі нігерійської збірної трьома з половиною роками пізніше, у товариській грі проти збірної Південно-Африканської Республіки, в якій відзначився дублем, відкривши лік своїм голам за збірну.
| Дата      | Місто  | Господарі | Результат | Гості    | Турнір           | Голи | Примітки |
| --------- | ------ | --------- | --------- | -------- | ---------------- | ---- | -------- |
| 3-3-2010  | Абуджа | Нігерія   | 5 – 2     | ДР Конго | товариський матч | -    |          |
| 14-8-2013 | Дурбан | ПАР       | 0 – 2     | Нігерія  | товариський матч | 2    |          |
| Усього    |        | Матчів    | 2         |          | Голів            | 2    |          |

## Титули і досягнення
- Чемпіон Африки (U-20): 2011